# زابوری (ناحیه ستراکونیتسه)
زابوری (به چکی: Záboří) یک منطقهٔ مسکونی در جمهوری چک است که در ناحیه ستراکونیتسه واقع شده‌است. زابوری ۶٫۸۵ کیلومتر مربع مساحت و ۳۲۹ نفر جمعیت دارد و ۵۵۵ متر بالاتر از سطح دریا واقع شده‌است.